# Suối Mỡ
Suối Mỡ là tên một con suối trong thung lũng núi Huyền Đinh - Yên Tử thuộc địa phận xã Nghĩa Phương, huyện Lục Nam, tỉnh Bắc Giang. Suối nằm cách thành phố Bắc Giang khoảng 30 km về phía đông, cách thủ đô Hà Nội 80 km theo quốc lộ 31 và đường tỉnh lộ 293.
Suối Mỡ là một địa điểm du lịch tâm linh với lịch sử hình thành lâu đời. Theo dân gian kể lại, Vua Hùng thứ IX có một cô con gái xinh đẹp là Quế Mỵ Nương giỏi giang và hiền thục. Khi nàng đến Nghĩa Phương (một thị xã thuộc Yên Tử nay), chứng kiến cảnh đất đai khô cằn khiến nhân dân đói khổ, liền ấn năm ngón tay xuống đất. Lạ thay từ đó nước chảy ra ào ạt thành suối, đất đai được tiếp nước trở nên trù phú. Từ sự kiện này, dân địa phương đặt tên dòng suối là suối Mỡ. Không chỉ là một biểu tượng của câu chuyện kỳ diệu, suối Mỡ còn là nhân chứng của nhiều trang sử lịch sử hùng vĩ của dân tộc Việt Nam.
Vào ngày 30 tháng 3 và 1 tháng 4 âm lịch hằng năm, nơi đây đều diễn ra hội đền với phần lễ trang trọng và phần hội với nhiều trò chơi dân gian hấp dẫn.